# CS Sedan Ardennes
Club Sportif Sedan Ardennes frecvent menționate ca CS Sedan sau simplu Sedan (pronunție în franceză [sədɑ̃n]), este un club de fotbal francez din Sedan. Echipa a fost fondată în 1919 și în prezent evoluează în Championnat National, al treilea eșalon al fotbalului francez. Sedan își dispută meciurile de acasă pe stadionul Stade Louis Dugauguez situat în același oraș.

## Stadion
- Nume : Stade Louis Dugauguez
- Inaugurare : 10 octombrie 2000
- Capacitate : 23,189
- Audiență record : 23 130 (Sedan vs Guingamp, 2006)

### Numere retrase
29 -  David Di Tommaso, fundaș (2000–2004) - onor post-mortem

## Palmares
- Ligue 2
  - Champions (1): 1955
- Championnat National
  - Champions (1): 1990
- Championnat de France amateur
  - Champions (1): 1951
- Coupe de France
  - Campioană (2): 1956, 1961
  - Finalistă (3): 1965, 1999, 2005
- Trophée des champions
  - Campioană (1): 1956
  - Finalistă (1): 1961

## Legături externe
- Site oficial Arhivat în 3 martie 2011, la Wayback Machine.